# Trikentrion laeve
Trikentrion laeve är en svampdjursart som beskrevs av Carter 1879. Trikentrion laeve ingår i släktet Trikentrion och familjen Raspailiidae. Inga underarter finns listade i Catalogue of Life.